# 陕西省总工会
陕西省总工会是陕西省地方工会和产业工会的领导机关，受中国共产党陕西省委员会和中华全国总工会领导。